# I'm Taking Off
I'm Taking Off è il secondo album solista pubblicato dal membro dei Backstreet Boys Nick Carter. L'album è stato ufficialmente pubblicato il 24 maggio 2011. Il primo singolo, Just One Kiss, è stato pubblicato il 29 aprile, raggiungendo il dodicesimo posto della classifica giapponese. Nella prima settimana di vendite, l'album ha venduto 9 928 copie, e piazzandosi all'ottavo posto, prima di scendere al diciassettesimo la settimana successiva, vendendo 4 103 copie. Nella sua terza settimana ha venduto ulteriori 3 100 copie.

## Tracce
1. Burning Up (Con Briton "Briddy" Shaw)
2. Not The Other Guy
3. So Far Away
4. Addicted
5. Special
6. Falling Down
7. Just One Kiss
8. Great Divide
9. Nothing Left To Lose
10. Falling In Love Again
11. I'm Taking Off